# 粟本村
粟本村（あわもとむら）は静岡県の西部、佐野郡・小笠郡に属していた村である。現在の掛川市中心部から粟ヶ岳に至る細長い地域にあたる。

## 地理
- 山: 粟ヶ岳

## 歴史
- 1889年（明治22年）4月1日 - 町村制の施行により水垂村、初馬村、北池新田が合併して佐野郡粟本村が発足。
- 1896年（明治29年）4月1日 - 郡制の施行により所属郡が小笠郡に変更。
- 1951年（昭和26年）4月1日 - 掛川町・西南郷村・西山口村と合併し、改めて掛川町が発足。同日粟本村廃止。

## 交通

### 道路
現在は国道1号の掛川バイパスが通過するが、当時は未開通。

## 名所・旧跡・観光スポット・祭事・催事
- 阿波々神社（本殿は東山に所在）